# Marietta graminicola
Marietta graminicola  (лат.) — вид паразитических наездников рода Marietta семейства афелиниды (Aphelinidae). США, Мексика, Бразилия.

## Описание
Мелкие паразитические наездники. Длина около 1 мм. Тело с тёмными отметинами. От близких видов отличаются субтрапециевидным скапусом усиков (менее чем в 2 раза длиннее своей ширины) без чёрных отметин. 
Усики самок состоят из 6 члеников (1,1,3,1), а у самцов — из 5-6 члеников. Переднеспинка и бока среднегруди цельные. Паразитируют (в качестве вторичных паразитов, гиперпаразитоиды) на тлях (Aphididae; Schizaphis  graminum (Rondani)) и на кокцидах (Pseudococcidae; Antonina   graminis (Maskell), Trionymus insularis Ehrhorn). Вид был впервые описан в 1925 году американским энтомологом Тимберлейком (Timberlake, P. H.; США).